# Norwich
 For alternative betydninger, se Norwich (flertydig). (Se også artikler, som begynder med Norwich)
Norwich er en by i Norfolk i det østlige England med 195.971(2016) indbyggere. Byen er hovedby (County town) i Norfolk og har en domkirke.
Ved Vilhelm Erobrerens erobring af England i 1066 var byen en af de største i England, hvilket gjorde den til mål for adskillige plyndringer.